# Captatio benevolentiae
La captatio benevolentiae, del llatí captatio ('captació, acció de buscar alguna cosa') i benevolentia ('benevolença') és una locució llatina que descriu un recurs literari i retòric que significa «percaçament de benevolença o de simpatia». Consisteix en un esforç a l'inici d'una obra, d'un parlament o d'un discurs per crear una actitud positiva i una bona predisposició per part del públic o dels lectors. Pot consistir a mostrar des de l'inici que hom coneix i comprèn la situació, que hom és ciutadà, igual com el públic, amb qui comparteix preocupacions i problemes, que hom mateix només és un home amb imperfeccions que també fa errors, etc.
Segons Ciceró, és la part més important d'un discurs: si l'orador no reïx captivant els cors del seu públic des de l'inici, o desconnecten, o no escolten o només preparen la resposta i la crítica. En la literatura, la captatio benevolentiae és una de les funcions principals dels pròlegs.
És un recurs de tots els temps, tot i que la forma va canviar amb la moda, i per ésser efectiva, una captatio benevolentiae ha de ser subtil i evitar afalacs massa obvis, que poden tenir l'efecte contrari. Molts cantants internacionals utilitzen el procediment a l'inici d'un concert, pronunciant algunes paraules en la llengua local per expressar el feliços que són d'actuar en aquella ciutat.
En la psicoteràpia directiva, el psiquiatre Salvador Minuchin va definir el procediment d'apropar-se a la família o a altres grups socials implicats en el problema com a essencial per tal de crear una relació col·laborativa efectiva. Igual com en discursos polítics condescendents, el tradicional terapeuta d'antany que solia posicionar-se com un setciències superior faç a un pacient incompetent i ignar, segons Minuchin, més aviat obtenia resistència que no pas col·laboració.

## Captatio benevolentiae en les arts
- Captatio benevolentiae, cançó del grup Manel a l'àlbum Els millors professors europeus (2006)[4]
- Casanvoas i Borrell, Laura. Captatio benevolentiae (iBook).  Algaida: Ajuntament d'Algaida, 2013, p. 17 (Col·lecció Binària, Premis Castellitx Narrativa Curta).